# Maddy Prior
Maddy Prior, MBE (* 14. srpna 1947 Blackpool) je britská folková zpěvačka.
Jako teenager byla Priorová členem dua Mac & Maddy, které založila společně s Macem MacLeodem. V roce 1966 začala koncertovat s Timem Hartem, se kterým natočila dvě alba. V roce 1970 se oba stali zakládajícími členy skupiny Steeleye Span.
Od konce 70. let vydává Priorová vlastní sólová alba. Také spolupracuje s mnoha dalšími hudebníky (např. Mike Oldfield, Wizz Jones, Frankie Armstrong, Jethro Tull)
Manželem Maddy Priorové je baskytarista, písničkář a producent Rick Kemp. Jejich dcera Rose Kemp je také hudebnicí.

## Sólová diskografie
- Woman in the Wings (1978, se členy skupiny Jethro Tull)
- Changing Winds (1978)
- Happy Families (1981)
- Hooked on Winning (1982)
- Going for Glory (1983)
- Year (1993)
- Memento (1995, kompilace)
- Flesh and Blood (1997)
- Ravenchild (1999)
- Ballads and Candles (2000)
- Arthur the King (2001)
- Bib and Tuck (2002, jako Maddy Prior And The Girls – s Abbie Latheovou a Rose Kempovou)
- Lionheart (2003)
- Under the Covers (2005, jako Maddy + Girls – s Abbie Latheovou a Claudií Gibsonovou)
- Paradise Found (2007)
- The Quest (2007, CD+DVD)
- Seven For Old England (2008)

### Maddy Prior and June Tabor
- Silly Sisters (1976)
- No More To The Dance (1988)

### Hostování na dalších albech
- Jethro Tull: Too Old to Rock 'n' Roll: Too Young to Die! (1976), doprovodný zpěv v písni Too Old to Rock and Roll.